# マシマロ (架空のウサギ)
マシマロとは、韓国のイラストレーター、キム・ジェインによって、2000年の夏にデザイン化されたキャラクターである。マシマロという名前は、幼い甥っ子の「マシュマロ」の発音から来ているという。キャラクターの見た目も、その甥っ子の見た目をモチーフにしている。パロディ版でチョコマロと言うキャラクターが存在するが、作者は同じ。

## 登場キャラクター
マシマロ(Mashimaro)
ウサギ。見た目は可愛いらしいが酒が大好きで、ちょっと捻くれている。悪知恵がよく働き、エピソード中では食べ物の横取り等をした。しかし、優しい一面もあり、強者には強く出て、弱者には寛大に接する事もある。ラバーカップを持っていて、時には頭につけている事がある。
メーロ(Mero)
ヤギ。誰に対しても優しすぎる性格である。
ブーガル&ブーマ(Boogaioo&Booma)
クマ。ブーガルが子供で、ブーマが親である。
ピヨズ(Piyoz)
ブタ。エピソード6では警官をしていた。しかし、犬になりすましていたマシマロに崖下に突き落とされた。ピヨズの楽しみは非常に変わっていて、休む暇も無いほどに働いていないと気が済まず、少しでも計画が狂うことが大嫌い。
ヌンヌ(Noonoo)
イヌ。親切にしてあげても当たり前のように振る舞い、感謝もせず逆に文句を言う。
ピスタ＆ピスタチ(Pista＆Pistachi)
サル。ピスタが子供で、ピスタチが親である。いつもおとなしい親子である。

## エピソード
- 『エピソード1 魚釣りをしているマシマロ・・』
- 『エピソード2 森でピクニック・・・』
- 『エピソード3 月の中で何してるの？・・』
- 『エピソード4 メランコリー・・失恋？』
- 『エピソード5 サンタマシマロのプレゼントは？』
- 『エピソード6 アクション・・・・。』
- 『エピソード7 戦うマシマロ・・オナラ効果？』
- 『Mip Mop おまけ ラップをするマシマロ』

## 外部サイト
- Official Site
- mashimaro Flash Animation